# Zichie
Zichie (čerkesky Адзыгъуэй, adygejsky Адыгэй) bylo středověké království  Čerkesů na severovýchodním pobřeží Černého moře a předchůdce Čerkesie. Rozsah království Zichie, jeho přesná rozloha a hranice, je neznámý. Jsou známi králové Zichie v délce od 2. do 16. století s přestávkami. Poslední zmínka o králi Zichie pochází z roku 1542.

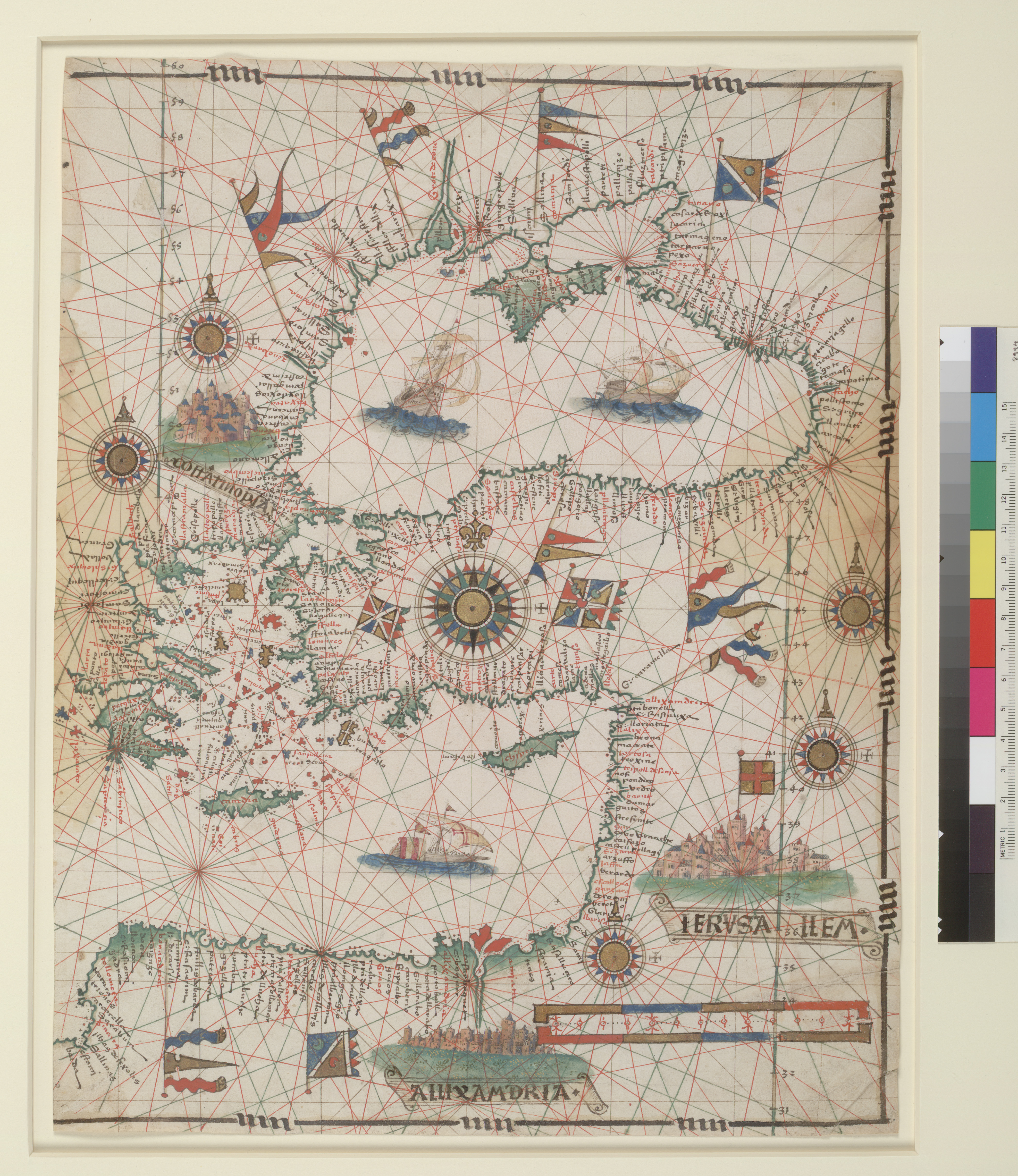
Zichie na historické portugalské obchodní mapě (1546)

Řecký spisovatel Arriános (asi 95–175 n. l.) zmiňuje zichijského krále jménem Stachemfak. V době 3. a 4. století se na severním pobřeží Černého moře usadili Gótové, kteří vedli nepřetržité války proti čerkeským královstvím. První historická zmínka o království samotném pochází až od byzantského historika Prokopia z Kaisareie z 6. století. Ten tvrdí, že lid jménem Zechoi, než dosáhl plné samostatnosti, měl ve svém čele krále, který byl jmenován římským císařem. O století mladší dokument konstantinopolského patriarchátu Notitiae Episcopatuum zmiňuje místní autokefální arcibiskupství. V 10. století král Zichie jménem Hapach provedl nájezd proti Chazarské říši. Rašíd al-Dín Hamadání uvádí, že zichijský král Tukar padl v bitvě s Mongoly v roce 1237. Ve 13. století navštěvovali oblast italští a maďarští cestovatelé, kteří jí nazývali Sychia apod. Roku 1333 papež Jan XXII. vzdává dík zichijskému králi Verzachtovi za zásluhy na šíření křesťanství mezi Čerkesy. V roce 1471 janovský správce Kaffy Uffizio di San Giorgio uzavřel s jistým čerkeským vládcem smlouvu o dodávkách obilí ze Zichie. Zmínka z roku 1542 uvádí, že tou dobou vládl Zichii jistý král Kansavuk.